# Цинголела (Беневенто)
Цинголела је насеље у Италији у округу Беневенто, региону Кампанија.
Према процени из 2011. у насељу је живело 57 становника. Насеље се налази на надморској висини од 466 м.